# Kolej Wąskotorowa Rogów – Rawa – Biała
Kolej Wąskotorowa Rogów – Rawa – Biała (pot. Kolej Rogowska) – pierwsza i jedyna muzealna kolej wąskotorowa w województwie łódzkim.
Poprzednie nazwy to Rogow Feldbahn, Rogowska Kolej Dojazdowa i Rogowska Kolej Wąskotorowa. Używana obecnie nazwa funkcjonowała także w okresie międzywojennym.
Według rejestru zabytków Narodowego Instytutu Dziedzictwa na listę zabytków wpisane są obiekty (nr rej.: 1000 A z 31.12.1996):
- układ torowy na odcinku Rogów – Rawa Mazowiecka – Biała Rawska
- most stalowy na rzece Rawce, 1928
- budynek Zarządu Kolei w Rogowie, 1924
- budynek dworcowy w Rawie Mazowieckiej, 1922
- budynek elektrowni, 1915

Ponadto do rejestru zabytków ruchomych, z dniem 15 października 2004 roku, wpisane zostały następujące pojazdy:
- parowóz wąskotorowy Px48-1911 z 1955
- 3 wagony wąskotorowe kryte – Kddxz
- 1 wagon wąskotorowy węglarka – Wddxh

## Historia

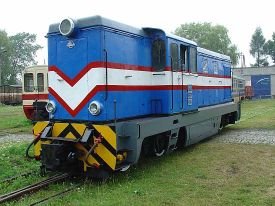
Lokomotywa spalinowa Lxd2-309 kursująca na trasie Rogowskiej Kolei Wąskotorowej

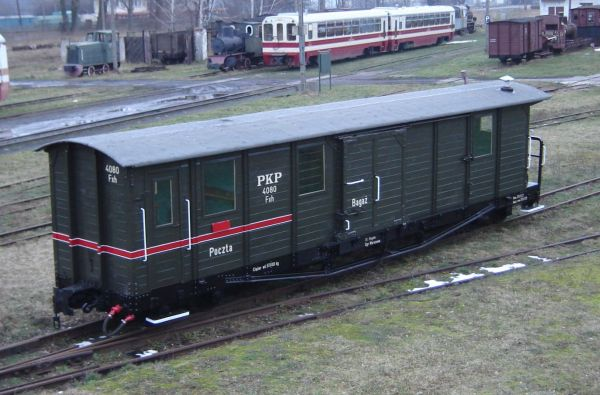
Wagon bagażowo-pocztowy kursujący na trasie Rogowskiej Kolei Wąskotorowej

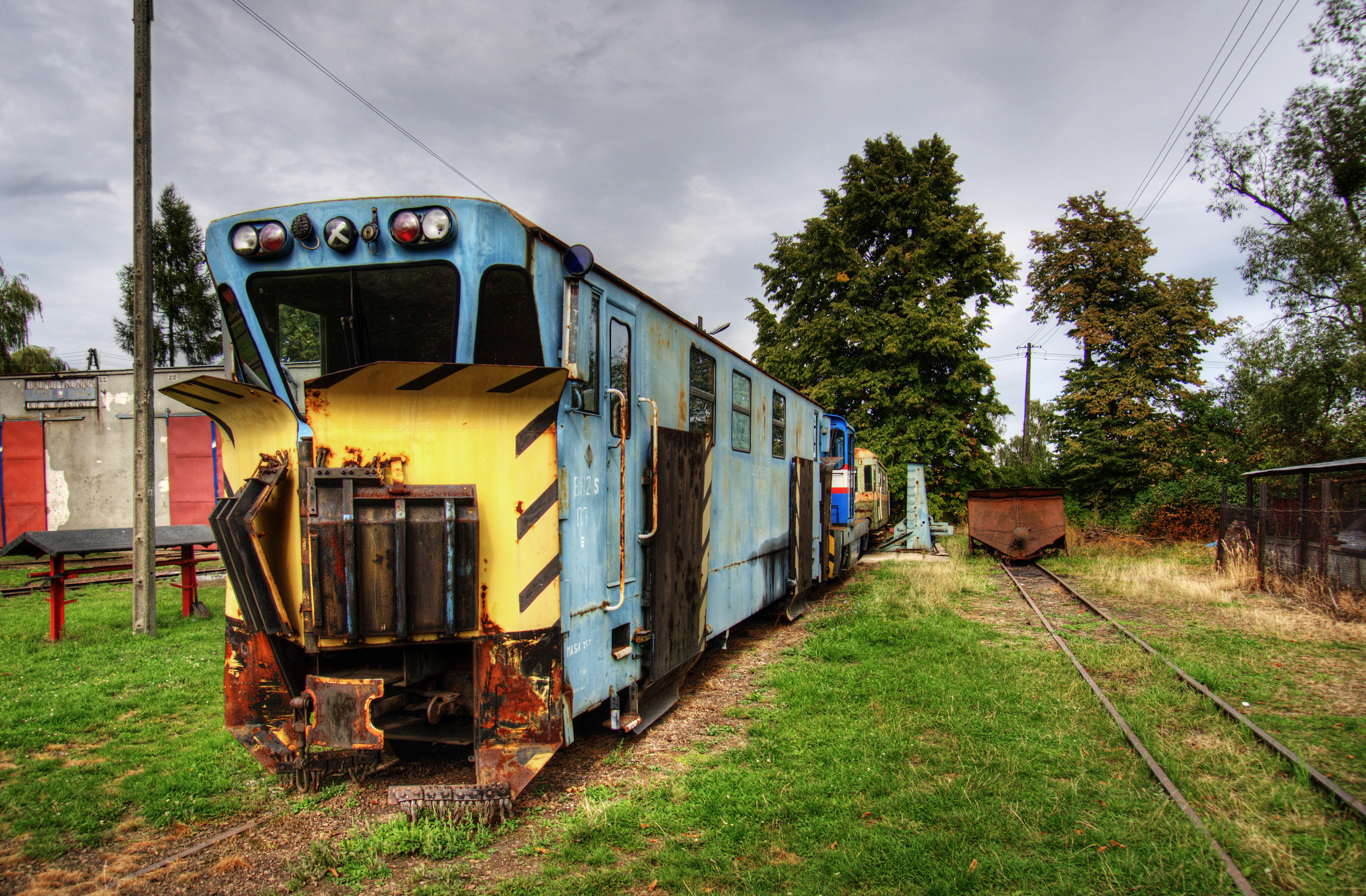
Pług odśnieżny typu 802S

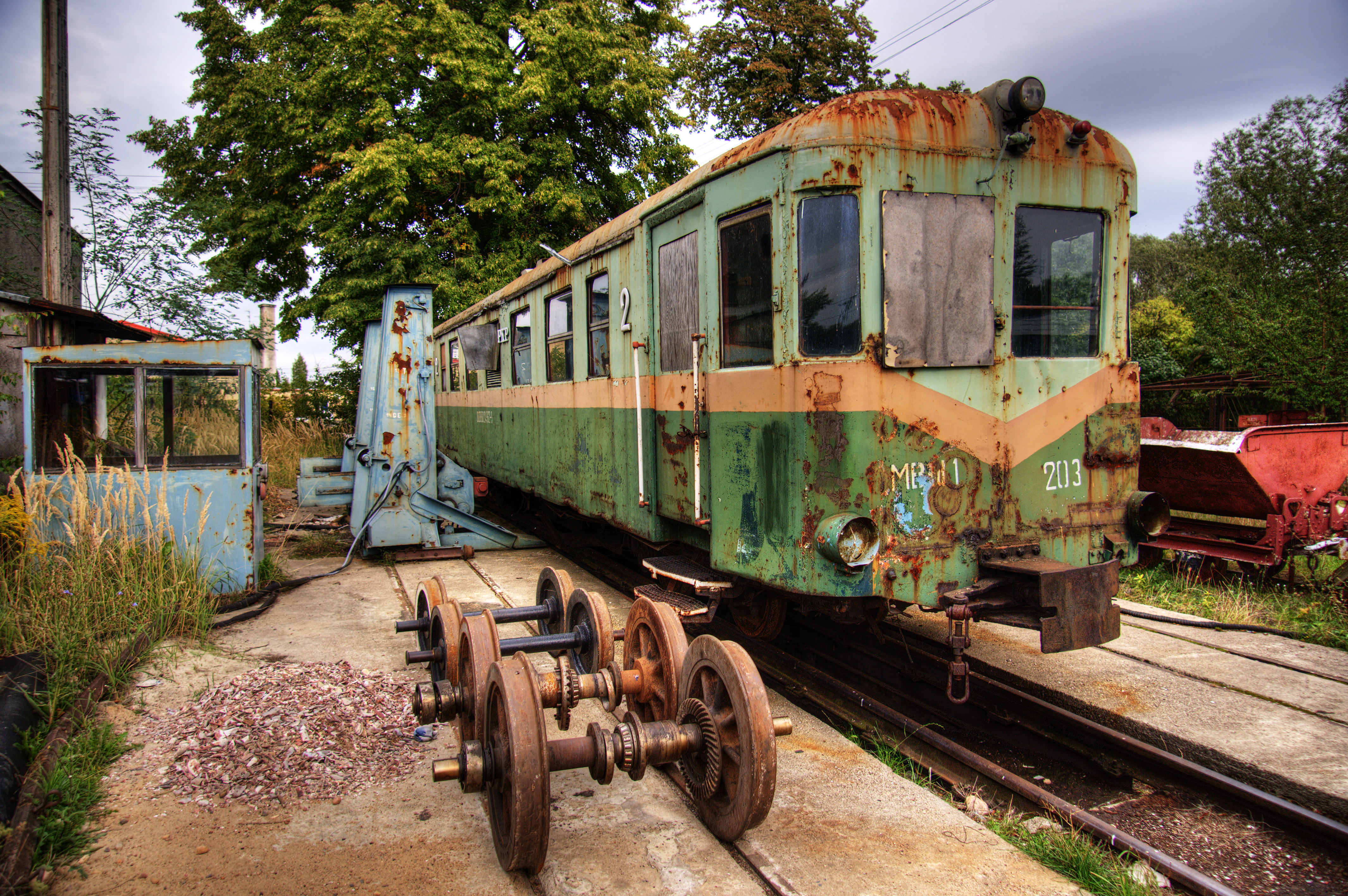
Wagon spalinowy MBxd1-203 w oczekiwaniu na remont kapitalny

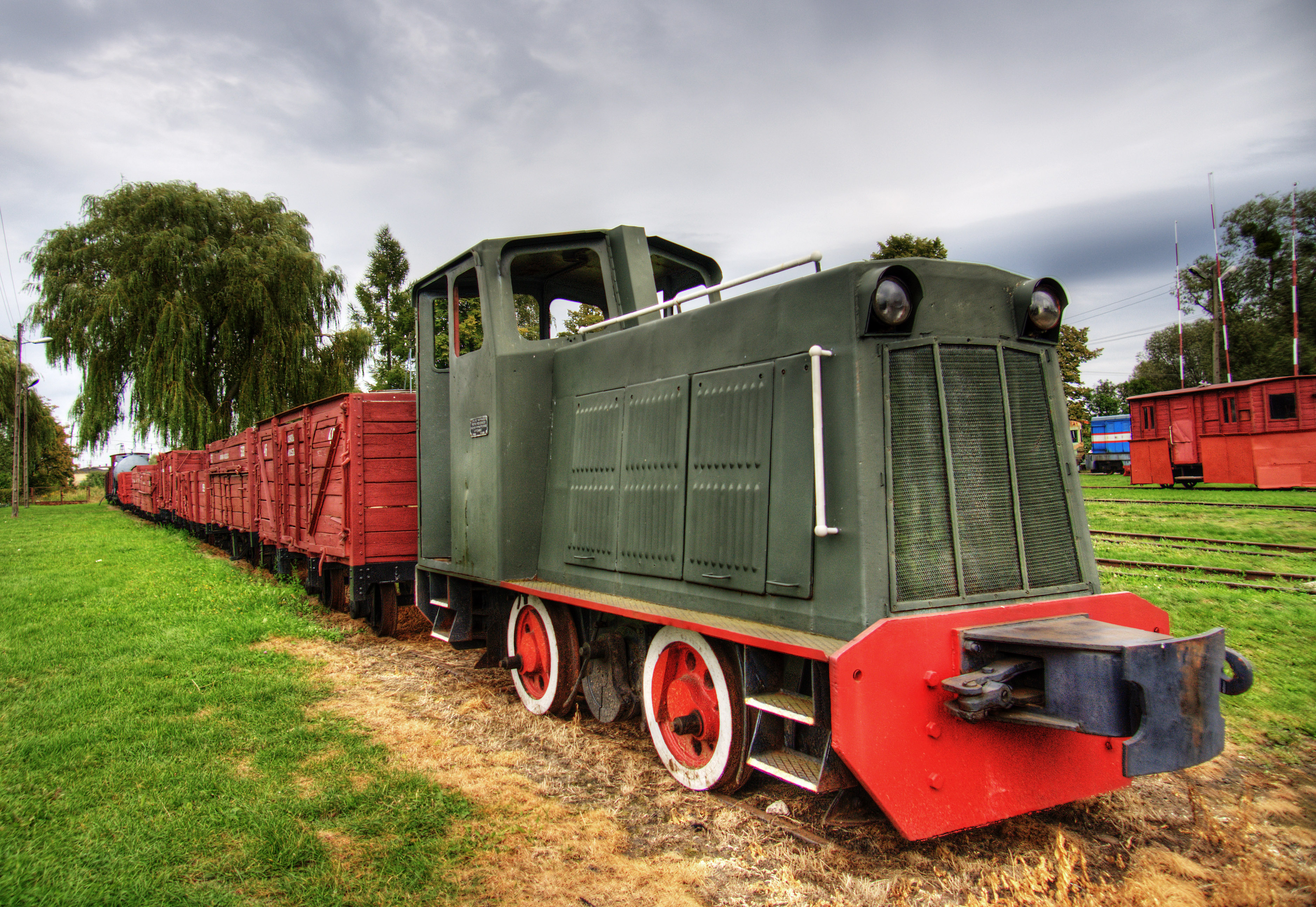
Wiązarowa lokomotywa spalinowa Wls75

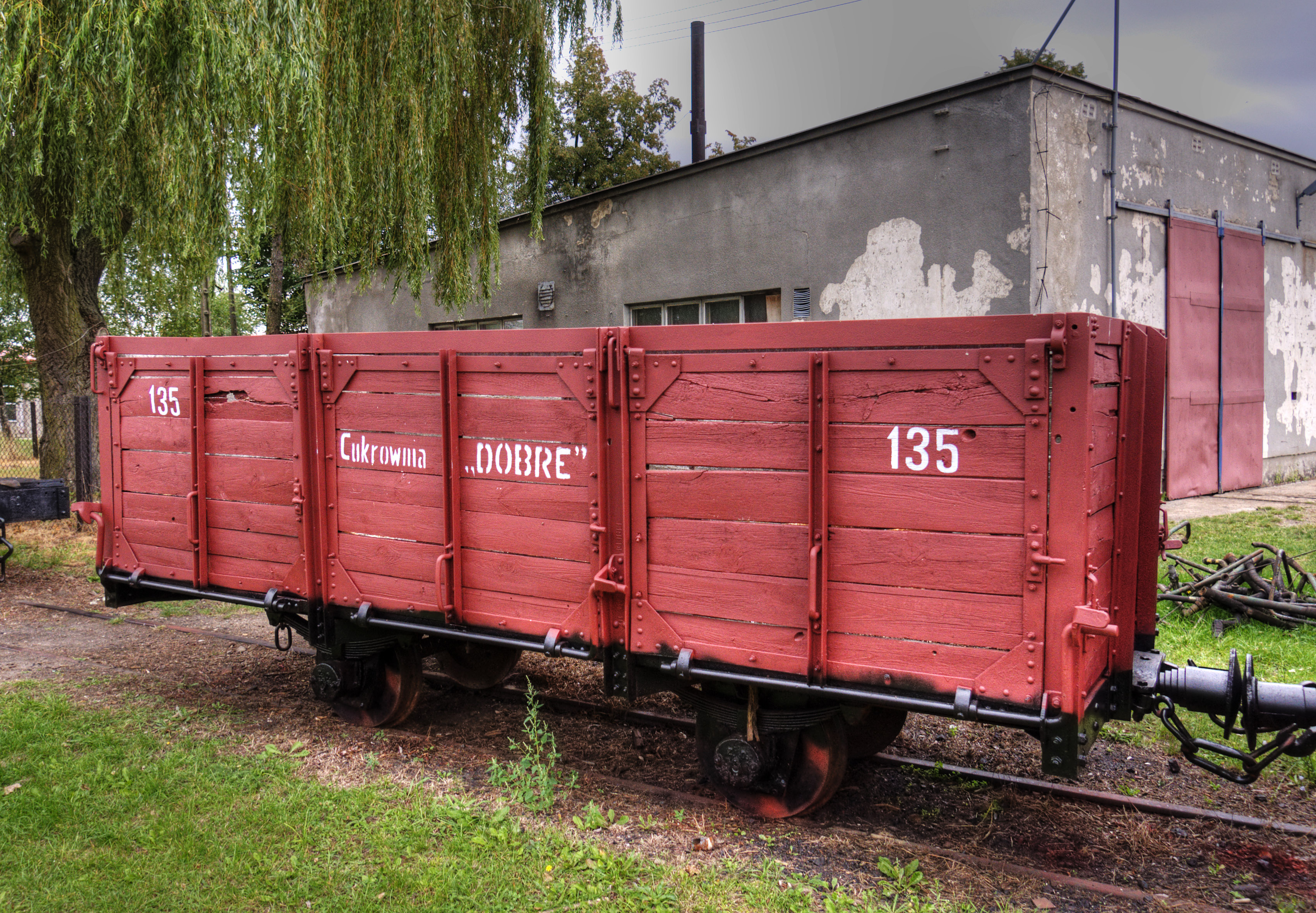
Wagon do przewozu buraków cukrowych z cukrowni Dobre

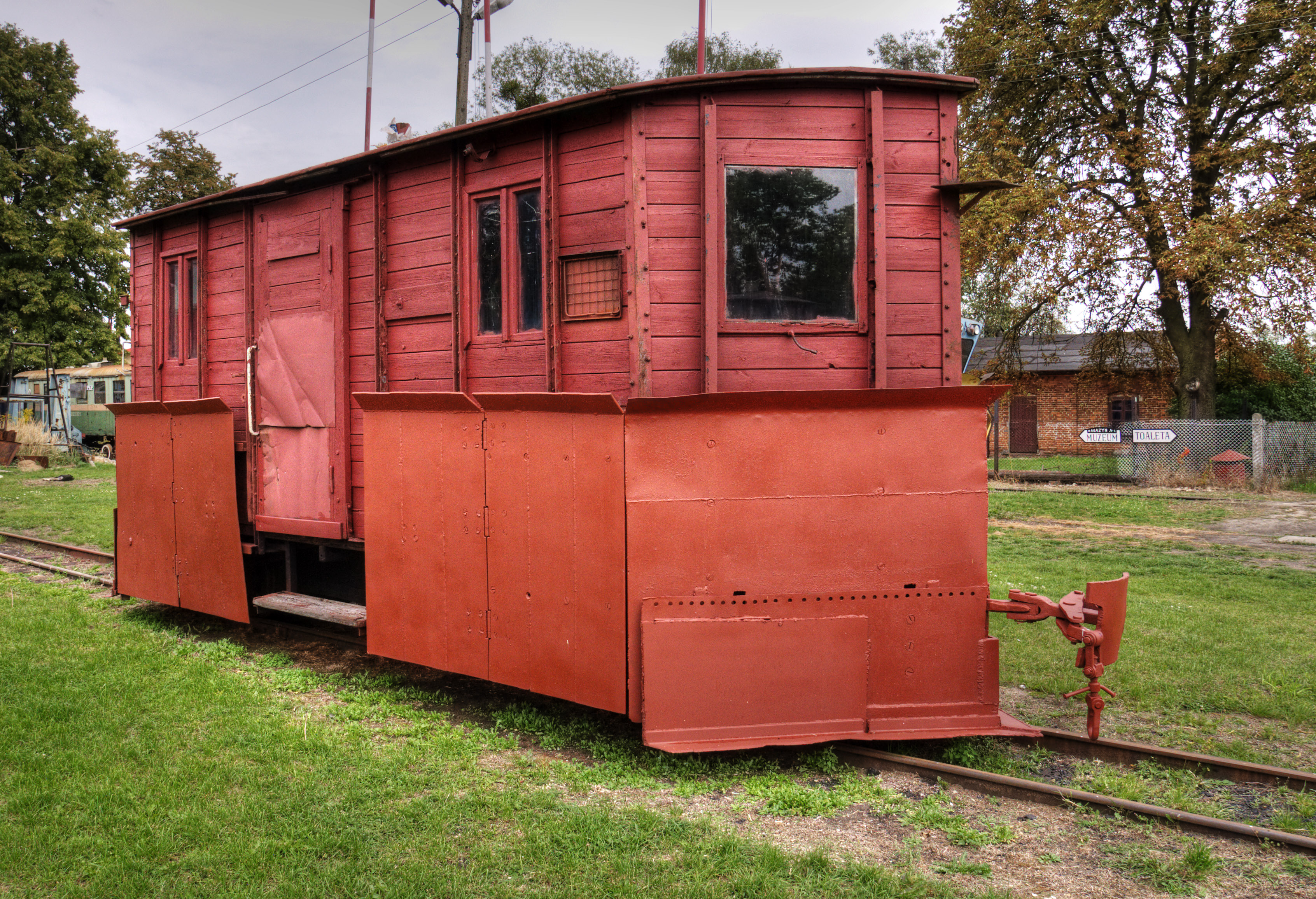
Pług odśnieżny starej konstrukcji z cukrowni Kruszwica

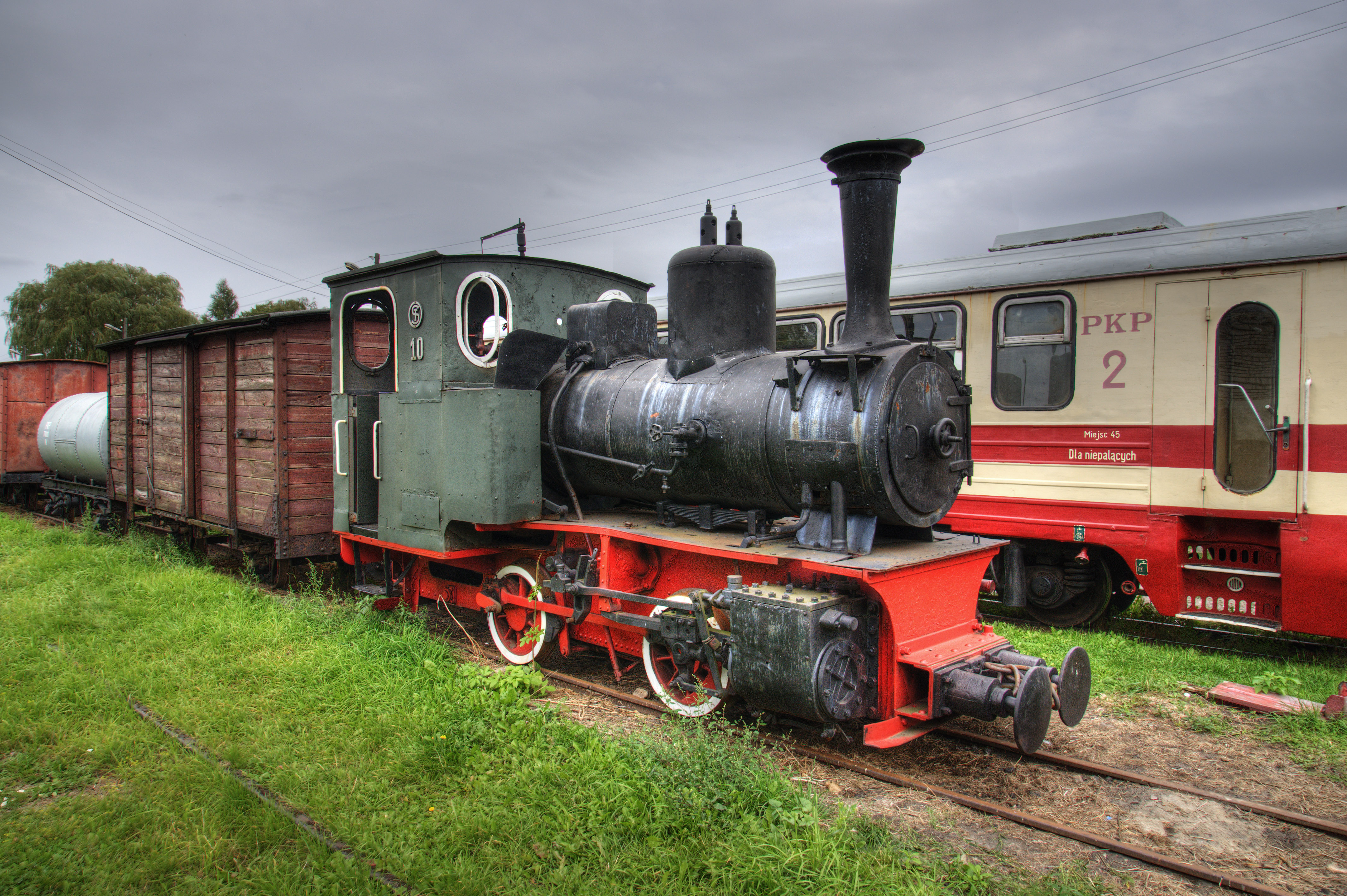
Przemysłowy tendrzak O&K

Jej początki sięgają 1915 roku kiedy to wojska niemieckie zbudowały wojskową kolej polową o rozstawie szyn 600 mm łączącą Rogów z Białą Rawską. Wąskotorówka służyła do zaopatrywania niemieckiego frontu w żywność, broń i amunicję. Za jej pomocą dowożono żołnierzy i ewakuowano rannych.
Budowa Kolei Wąskotorowej Rogów – Rawa – Biała rozpoczęła się 28 lutego 1915 r. Budowa była prowadzona przez 22 Reserve Eisenbahn Kompanie i trzy inne niemieckie kompanie kolejowe. Kolej została zbudowana w celu zaopatrywania frontu wschodniego w pobliżu rzek Rawki i Pilicy. Linia biegła od stacji kolei normalnotorowej w Rogowie do Białej Rawskiej przez Głuchów i Rawę Mazowiecką.
Po skończeniu I wojny światowej Kolej Wąskotorowa Rogów – Rawa – Biała została przejęta przez PKP. W 1954 roku przekuto ją na rozstaw 750 mm. W 1996 roku została wpisana do rejestru zabytków. W 2001 roku PKP podjęły decyzję o jej likwidacji.
Od zniszczenia uratowała ją Fundacja Polskich Kolei Wąskotorowych (FPKW), która przywróciła ją do stanu sprawności technicznej. Na stacji Rogów Towarowy Wąskotorowy zgromadzono drugą co do wielkości w Polsce kolekcję zabytkowego taboru wąskotorowego. Cała kolej jest utrzymywana dzięki pracy wolontariuszy, do których może dołączyć każdy pasjonat kolejnictwa.

## Zabytek kolejnictwa
Na stacji w Rogowie powstaje, tworzony społecznie, skansen kolei wąskotorowych. Do czerwca 2007 r. Fundacja sprowadziła 52 jednostki taboru, w tym 3 parowozy, 5 lokomotyw spalinowych, 3 wagony spalinowe i 5 osobowych. Większość egzemplarzy to unikaty, często uratowane wręcz „spod palnika”. Wśród nich można znaleźć unikatowy egzemplarz cysterny do przewozu melasy z 1905 roku, saksońskiego pługa odśnieżnego z końca XIX stulecia i wagonu bagażowo-pocztowego z 1930 roku.
Wszystkie wyremontowane lokomotywy i wagony mają w pełni historyczny wygląd. Dotyczy to także wzorów i kolorów malowania oraz sposobu oznaczenia pojazdów. W myśl tej zasady na wszystkich wagonach i lokomotywach umieszcza się nazwy ich dawnych właścicieli, np. Cukrowni Dobre, czy Cukrowni Kruszwica itp. Dlatego na taborze pochodzącym z kolei państwowej widnieje symbol PKP, choć w rzeczywistości dzisiaj nie stanowi on własności tego przedsiębiorstwa. Obecnie spółki grupy PKP posługują się nowymi logo. Symbol P.K.P. malowany na rogowskich eksponatach pochodzi z lat 50. XX wieku. Brązowe kartonikowe bilety na przejazd, zrekonstruowane umundurowanie obsługi pociągu oraz odtworzone liczne szczegóły wyposażenia taboru przypomina klimat kolei wąskotorowych sprzed wielu lat.
Choć nie ma już znaczenia gospodarczego, bo nie są już za jej pośrednictwem prowadzone przewozy towarowe, to jest jednym z najcenniejszych zabytków kolejnictwa w regionie łódzkim. Prowadzone są na niej przewozy turystyczne. W każdą niedzielę od początku maja do końca września uruchamiane są z Rogowa ogólnodostępne pociągi turystyczne do Jeżowa. Pociąg złożony z zabytkowych wyremontowanych wagonów osobowych i jednego bagażowego ciągnie lokomotywa spalinowa Lyd1 lub Lxd2 z lat 60. XX wieku. Z okazji lokalnych festynów uruchamiane są dodatkowe pociągi, m.in. podczas „Dni Rawy” czy „Święta Wiosny” w Arboretum w Rogowie.

## Wymiar edukacyjny
Od 2006 roku na Kolei Wąskotorowej Rogów – Rawa – Biała odbywają się, prowadzone przez wolontariuszy FPKW, wakacyjne projekty młodzieżowe. Dotychczas przeprowadzono następujące projekty:
- 2006 – LOKALNA INTEGRACJA – mający na celu promocję wolontariatu na kolejce oraz zainteresowanie lokalnej młodzieży historią Rogowskiej Kolei Wąskotorowej. Częściowe finansowanie – Komisja Europejska, Program MŁODZIEŻ
- 2007 – ŚLADY ZAPOMNIANEJ WOJNY – mający na celu popularyzację wśród miejscowej młodzieży wiedzy o historii regionu w okresie I wojny światowej (czas powstania kolejki). Częściowe finansowanie – Fundacja „J&S Pro Bono Poloniae”
- 2008 – ZUCH KOLEJARZ NA PIĄTKĘ – promujący zagadnienia związane z ochroną zabytków kolejnictwa wśród najmłodszych. Projekt koordynowała 23. Rogowska Drużyna Harcerska. Częściowe finansowanie – Fundacja Nokia „Make A Connection”

Wolontariusze skupieni wokół Kolei Wąskotorowej Rogów – Rawa – Biała czynnie uczestniczyli w powołaniu Sekcji Koła Naukowego na wydziale Samochodów i Maszyn Roboczych Politechniki Warszawskiej.

## Trasa
Trasa kolejki wiedzie przez malownicze, pagórkowate tereny Mazowsza przebiegając przez:
- Rogów – w miejscowości znajdują się dwie stacje: mniejsza Rogów Osobowy Wąskotorowy, oraz większa (największa na całej linii) Rogów Towarowy Wąskotorowy z zabytkowymi budynkami oraz bardzo bogatą ekspozycją zabytkowego taboru. Oprócz kolejki we wsi znajduje się jedno z najcenniejszych w Europie Arboretów.
- Jeżów (stacja kolejowa) – z neogotyckim kościołem parafialnym pw. św. Andrzeja Apostoła, wzniesionym w latach 1907–1914 z nawą z XV/XVI stulecia, w której zachowało się późnogotyckie sklepienie gwiaździste. Ponadto drewniany kościół cmentarny pw. św. Leonarda prawdopodobnie z 2. połowy XVII wieku oraz drewniane domy z XIX wieku. Cmentarz żołnierzy Armii Łódź z 1939 r.
- Białynin (przystanek kolejowy)
- Głuchów (stacja kolejowa) – wieś założona na skrzyżowaniu dawnych traktów z Łęczycy do Rawy Mazowieckiej i z Piotrkowa Trybunalskiego do Skierniewic. We wsi stoi późnobarokowy kościół parafialny pw. św. Wacława wzniesiony w 1786 r. z piękną fasadą, neogotycką dzwonnicą z 1821 r. i neoklasycystyczna plebanią z 1824 r.
- Złota (przystanek kolejowy)
- Zawady (przystanek kolejowy)
- Boguszyce (przystanek kolejowy) – w których stoi drewniany kościół pw. św. Stanisława Biskupa, jeden z najcenniejszych zabytków drewnianej architektury sakralnej w Polsce. Świątynia ta została wzniesiona w latach 1550–1558, z fundacji Wojciecha Bogusławskiego herbu Rawicz, podskarbiego dóbr mazowieckich należących do królowej Bony. Kościół wzniesiono w miejscu wcześniejszej świątyni z 1521 r.
- Rawę Mazowiecką – w mieście znajduje się stacja Rawa Mazowiecka, oraz przystanek Zamkowa Wola. Rawa Mazowiecka to ośrodek przemysłu spożywczego (mięsnego oraz przetwórstwa owoców i warzyw), ponadto znajdują się tutaj zakłady przemysłu precyzyjnego, odzieżowego i skórzanego (garbarnia). Miasto posiada następujące zabytki:
  - grodzisko Anielska Góra – wczesnośredniowieczne grodzisko położone około 1,8 kilometra na południowy wschód od rynku, na skraju miasta
  - dawny zespół klasztorny jezuitów (z XVII-XVIII wieku) zlokalizowany w zachodniej pierzei rawskiego rynku. Na późnobarokowy zespół klasztoru składają się: kościół pw. Niepokalanego Poczęcia NMP, klasycystyczna, dwukondygnacyjna dzwonnica oraz budynek dawnego kolegium jezuitów ufundowanego przez braci Wołuckich w 1613 r. W czasie rokoszu Lubomirskiego kolegium jezuickie gościło króla Jana Kazimierza. Wychowankiem kolegium był znany polski kronikarz Jan Chryzostom Pasek
  - zamek książąt mazowieckich z XIV wieku – średniowieczny zamek w Rawie wzniesiono na sztucznym usypisku nad rzeką Rawką, w czasach księcia mazowieckiego Siemowita III – w latach 1363–1366.
- Podskarbice Szlacheckie (przystanek kolejowy)
- Regnów (przystanek kolejowy)
- Annosław (przystanek kolejowy)
- Pągów (przystanek kolejowy)
- Białą Rawską – ostatnia stacja Kolei Rogowskiej (Biała Rawska Wąskotorowa), jeden ze starszych ośrodków osadniczych na ziemi mazowieckiej. Już w XII wieku był to gród kasztelański, który pełnił rolę ważnego ośrodka administracyjnego, a także handlowego. Prawdopodobnie istniała tu komora celna. Znajduje się tu też kościół parafialny pw. św. Wojciecha – murowana świątynia z początku XVI wieku, odbudowana po pożarze w końcu XVII stulecia. i w 1846 r. z neogotycką fasadą, z 2. poł. XIX stulecia. Warto też zobaczyć dawną bożnicę – do 1939 r. świątynię miejscowej gminy żydowskiej, murowaną, wzniesioną w 1. połowie XIX stulecia, przebudowaną pod koniec lat 50. XX w., będącą obecnie siedzibą Ochotniczej Straży Pożarnej.

## Ruch turystyczny
| Rok  | Liczba pasażerów |
| ---- | ---------------- |
| 2013 | 8,8 tys.         |
| 2014 | 8,0 tys.         |
| 2015 | 10,7 tys.        |
| 2016 | 8,1 tys.         |
| 2017 | 14,7 tys.        |
| 2018 | 13,0 tys.        |
| 2019 | 10,8 tys.        |
| 2020 | 0                |
| 2021 | 17,7 tys.        |
| 2022 | 18,4 tys.        |

## Serwis internetowy
Od kwietnia 2009 roku działa oficjalny serwis zabytkowej wąskotorówki. Przygotowana przez wolontariuszy FPKW witryna prezentuje sporą część zgromadzonych w Rogowie eksponatów, a także bieżące wydarzenia i aktualne rozkłady jazdy.